# Apokrypha
Apokrypha ist eine deutsche Extreme-Metal-Band aus Würzburg.

## Bandgeschichte
1999 unter dem Namen To the Seven gegründet und ein Jahr später um den Bassisten Freddy vervollständigt, beschäftigte sich die Band nach regelmäßigen Auftritten mit den ersten Aufnahmen, welche im 2003 erschienen Demodebüt Moral Sloth resultierten. Beim Live-Auftritt auf dem Up-from-the-Ground-Festival 2003 wurde sie vom schwäbischen Metal-Label Black Attakk unter Vertrag genommen, welches zu diesem Zeitpunkt aus dem Label Last Episode hervorging. Kurz darauf erschien die mittlerweile ausverkaufte 7"-EP Black Demons mit drei Liedern des Demos in einer Auflage von 500 Exemplaren unter dem in Apokrypha geänderten Bandnamen. Das neue Logo der Band wurde vom Designer Christophe Szpajdel designt. [19] Im Frühling 2004 wurde das erste Album To the Seven veröffentlicht, welches im t.o.s. Studio aufgenommen und gemischt und im Church Mastering Studio gemastert wurde.
Die mit dem Labelvertrag verbundene Kooperation zwischen Black Attakk und der Promotion-Agentur Sure Shot Worx erwirkte über 80 Kritiken und mehrere Interviews in Zeitschriften. Im Rock Hard erreichte die Band in Ausgabe Nr. 207 den Platz 10 der „Richterskala“, den monatlichen Charts der Redaktion. In Ausgabe Nr. 208 folgte das Interview [2] und Andy wurde in den „Musikerplaylists“ gelistet. Das Interview im Legacy wurde von Markus Eck geführt.
In den Jahren danach folgten landesweite Tourneen mit bekannteren Bands.
2006 wurde die Gründungsbesetzung durch den neuen Gitarristen Josef ergänzt, Jochen hat sich mittlerweile aus beruflichen Gründen aus dem Live-Geschäft zurückgezogen, ist aber dennoch am weiteren Songwriting beteiligt.
Zurzeit arbeitet die Band an ihrem zweiten Album. Anfang 2013 wurde die EP Procession veröffentlicht.

## Stil

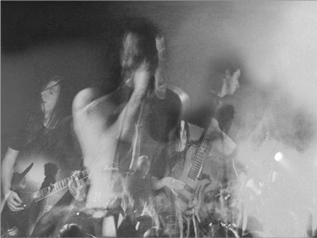
Offizielle Illustration der Philosophie Apokryphas

Apokryphas Agentur Sure Shot Worx nennt „‚[v]erzweifelte Melodien und apokalyptische Brachialität‘ die Extrema einer stimmungsvollen Mixtur aus Black-, Thrash- und Death Metal“ als Markenzeichen ihres Stils. Markus Eck von Metalmessage verglich das Titellied ihres Debütalbums mit Emperor, die Band ist nach eigenen Angaben jedoch nicht von Emperor beeinflusst, sondern ebenso wie Emperor von Bands der ersten Welle wie Venom, Bathory und Celtic Frost, außerdem von Slayer, Death, Bolt Thrower und Immortal.
Die Band verfolgt ein Konzept, das sich mit dem Untergang einer fiktiven Gesellschaft befasst und auf das sich der alte Bandname, To the Seven, und die Texte beziehen. In diesem Konzept gehören Musik und Texte zusammen. Das textliche Konzept wird als „eine Abstraktion des gesellschaftlichen Lebens, eine Art fiktives Konstrukt, welches Parallelen zur Realität zieht“ beschrieben, und befasst sich mit sozialen Missständen, statt von Satanismus und Todesverehrung zu handeln, durch die der Black Metal traditionell definiert ist. Dennoch bezeichnet die Band ihre Musik als „Apokalyptic Black Metal“. Die Texte werden auf der Seite der Band erklärt.

## Diskografie
- 2003: Moral Sloth (Demo-CD)
- 2003: Black Demons (7"-EP)
- 2004: To the Seven (CD)
- 2013: Procession (EP)